# Château de Ker-Saint-Éloy
Pour les articles homonymes, voir Saint-Éloy.
 Ker-Saint-Eloi ou Kersaint-Eloy est un manoir situé sur la commune de Glomel (Groñwel en breton), dans le département des Côtes-d'Armor, région Bretagne.

## Histoire
Ce manoir de la fin du XVIIIe siècle comprend une partie ancienne qui date du XIIIe siècle. À cette époque, il appartient à la famille de Saisy implantée dans la région depuis l’an 1215. Les Saisy (de Saisy de Kerampuil ou de Saisy de Kersaint-Eloy) prennent part aux croisades ; l’un d’eux est compagnon de Du Guesclin. Plusieurs d’entre eux sont maires et députés.
Ce manoir a appartenu par la suite à Jeanne Meslou, épouse de Jean Le Rouge, seigneur de Penanjun en Motreff. Leur fille Marie Ursule Le Rouge, veuve de Hyacinthe de Volvire, comte de Ruffec, le vendit, le 30 septembre 1689, à Joseph de Rison, écuyer originaire d'Armagnac et marié à Carhaix, en 1680, à Sylvie Vachet. Sylvie de Rison, leur fille, le porta en dot, au comte Charles René de Saisy de Kerampuil qu'elle avait épousé dans la chapelle de ce manoir le 12 octobre 1711. Il appartient, à partir de 1889, à Mme la baronne Cazin d'Honinctun, née de Saisy de Kerampuil.
Devise de la Maison de Saisy : Qui est Saisy est Fort et Mitis ut Columba (Doux comme la Colombe).

## Architecture
Ker-Saint-Eloi construit en granit et schiste, avec un étage  est couvert d'un toit d'ardoise. Il comporte des communs, une chapelle et un colombier.

## Tourisme
Extérieur visitable toute l'année sur rendez-vous. 